# رویال گزت (تایلند)
رویال گزت (انگلیسی: Royal Gazette)، مجله رسمی  تایلند (سیام سابق) است.